# リバース・リスト・カール
リバース・リスト・カール(reverse wrist curl)は、ウエイトトレーニングの種目の一つ。前腕伸筋群の筋肥大を促し、筋力を高めることができる。

## 具体的動作

### ダンベル・リバース・リスト・カール
1. ダンベルを片手に持ち、手のひらを下に向けてフラットベンチに前腕の手首から先以外を乗せる。手首関節を十分にストレッチさせる。
2. 息を吐きながら手首を曲げ、ダンベルを巻き上げていく。
3. 十分に上げたら、息を吸いながら元の姿勢に戻る。
4. 2~3を繰り返す。反対側も同様に行う。

### バーベル・リバース・リスト・カール
1. バーベルを肩幅よりやや広く持ち、手のひらを下に向けてフラットベンチに前腕の手首から先以外を乗せる。手首関節を十分にストレッチさせる。
2. 息を吐きながら手首を曲げ、バーベルを巻き上げていく。
3. 十分に上げたら、息を吸いながら元の姿勢に戻る。
4. 2~3を繰り返す。

### スタンディング・ダンベル・リバース・リスト・カール
1. ダンベルを両手に持ち、手のひらを後ろに向けて体の前に構えて立つ。
2. 息を吐きながら手首を曲げ、ダンベルを巻き上げていく。
3. 十分に上げたら、息を吸いながら元の姿勢に戻る。
4. 2~3を繰り返す。

### スタンディング・バーベル・リバース・リスト・カール
1. バーベルを体の前に構え、手のひらを後ろに向けて肩幅程度に持って立つ。
2. 息を吐きながら手首を曲げ、バーベルを巻き上げていく。
3. 十分に上げたら、息を吸いながら元の姿勢に戻る。
4. 2~3を繰り返す。

### スタンディング・ケーブル・リバース・リストカール
1. ロープーリーにスレートバーをセットする。
2. ハンドルを体の前に構え、手のひらを後ろに向けて肩幅程度に持って立つ。
3. 息を吐きながら手首を曲げ、ハンドルを巻き上げていく。
4. 十分に上げたら、息を吸いながら元の姿勢に戻る。
5. 3~4を繰り返す。